# 小行星7063
小行星7063（英語：7063）是一颗围绕太阳公转的小行星。1991年10月18日，上田清二、金田宏在钏路市发现了此天体。
这颗小行星的绝对星等为144.7874049113649等。